# Stay Away!
Stay Away! è un gioco di carte non collezionabili ideato da Antonio Ferrara e Sebastiano Fiorillo a tema horror: i giocatori impersonano i membri di una squadra di recupero inviata sull'isola di R'lyeh per indagare sulla misteriosa scomparsa di un intero gruppo di ricerca. Giunti all'avamposto appare subito evidente che qualcosa non va: sul pavimento, vicino al cadavere di uno degli archeologi, c'è un buco ricolmo di acqua salmastra che esala un tanfo nauseabondo. Terrorizzati dall'idea di ciò che potrebbe uscire da lì, tutti fuggono dalla stanza e sbarrano la porta, ma purtroppo l'entità malvagia che albergava in quell'antro si è ormai impossessata di una persona trasformandola ne La Cosa che cercherà di infettare il resto del gruppo.
Lo scopo del gioco è diverso per i due gruppi che andranno a formarsi:
- gli Umani devono collaborare tra loro nel tentativo di eliminare La Cosa;
- La Cosa cercherà di trasformare tutti gli Umani in Infetti che concorrono per lo stesso obiettivo.

## Svolgimento
Tutti i giocatori hanno in mano 4 carte e svolgono il proprio turno in modo da non variare la quantità finale di carte in mano. Tra le carte distribuite all'inizio si cela La Cosa che sarà impersonata per tutta la partita dal giocatore che la riceve. A turno e partendo in senso orario ognuno esegue nell'ordine le seguenti fasi:
1. Pescare una carta e aggiungerla alla mano;
2. Se è stata pescata una carta Panic! bisogna giocarla immediatamente e risolvere quanto indicato sopra, dopodiché la carta viene scartata coperta. Se invece è stata pescata una carta Stay Away! è possibile:
- scartarla coperta immediatamente, oppure
- giocare una qualunque carta dalla mano e scartarla coperta dopo l'uso.

3. Scegliere infine una carta dalla propria mano e scambiarla con un'altra del giocatore del turno successivo: lo scambio avviene sempre a carte coperte, in modo che solo chi partecipa allo scambio sappia quali carte sono state passate. Nel caso in cui vi sia un impedimento dettato dall'effetto di altre carte lo scambio non avviene.
Le carte possono essere giocate solo su un giocatore adiacente, a meno che non sia specificato diversamente. Nel caso in cui il tallone si esaurisca si mischiano gli scarti e si ricompone un nuovo mazzo. Qualunque giocatore può essere eliminato solo se riceve una carta Lanciafiamme e non possiede una carta No barbecue! per bloccarne l'effetto, oppure se riceve la carta Necronomicon.

### Ruoli
- Umani: a inizio partita tutti i giocatori sono Umani, tranne uno che impersona La Cosa. Tutti gli Umani devono cercare di non farsi infettare ed eliminare il mostro e gli Infetti con le carte Lanciafiamme. Eliminando La Cosa, tutti gli Umani vincono (non è necessario eliminare tutti gli Infetti). Un Umano può essere infettato esclusivamente dal mostro quando questi gli passa una carta Infetto! durante la terza fase (non si viene contagiati se la stessa carta viene pescata dal tallone): poiché tale carta può essere passata solamente da La Cosa, chi la riceve capisce che quel giocatore è il mostro e che lui per il resto della partita è un Infetto. La carta Infetto! così ricevuta non può essere scartata, né è possibile possederne in mano più di tre.

- Infetti: gli Infetti sono gli Umani che hanno ricevuto una carta Infetto! durante uno scambio e condividono la vittoria con La Cosa quando questa riesce a contagiare tutti al tavolo. Non potendo infettare gli altri giocatori direttamente, gli Infetti cercano di collaborare tra loro passando a La Cosa le carte Infetto! in più che hanno in mano durante lo scambio (non possono passarle ad altri giocatori). Gli Infetti sono gli unici che hanno la certezza di chi sia il mostro, ma non di chi sia ancora Umano o no. Quando La Cosa vince, tutti i giocatori partecipano alla vittoria tranne l'ultimo ad essere stato contagiato e risultando quindi l'unico sconfitto della partita.

- La Cosa: il giocatore che possiede la carta La Cosa deve tenerla fino alla fine della partita. La Cosa è l'unico che sa con certezza chi è un Umano e chi un Infetto, e cercherà di contagiare i primi con l'aiuto dei secondi facendosi passare le carte Infetto! durante lo scambio.

### Fine partita
Il gioco termina se:
- La Cosa viene eliminata: tutti mostrano le carte dichiarando la propria identità. Tutti gli Umani ancora in gioco vincono la partita, mentre La Cosa, gli Infetti e gli Umani eliminati perdono.
- Nessun Umano resta in gioco: La Cosa annuncia che non è rimasto nessun Umano e tutti mostrano le carte. La Cosa e gli Infetti ancora in gioco vincono, ma se la partita è terminata con l'infezione dell'ultimo Umano questi perde la partita insieme ai giocatori eliminati. Il mostro è l'unico vincitore della partita se contagia tutti senza che nessun Umano venga eliminato.